# Козацькі повстання
Козацькі повстання  — антиурядові акції козаків та покозаченого населення України наприкінці XVI — на початку XVII ст. з метою розширення прав козацтва та збільшення козацького реєстру.
Наприкінці XVI — XVII ст. українськими землями прокотилося три хвилі активного протесту народних мас проти існуючих порядків:
- 1591—1596 — Повстання Косинського і Повстання Наливайка
- 1625—1638 — Повстання Жмайла, Повстання Федоровича (Трясила), Повстання Сулими, Повстання Павлюка, Повстання Острянина
- 1648—1657 — Хмельниччина

Головною рушійною силою народних виступів було козацтво.

## Зародження козацького повстанського руху
Інтеграція майже всієї України до складу Польського королівства привело до поступового зростання феодальних повинностей. На селі зросли розміри панщини, уведено нові натуральні та грошові повинності, які й без того були непосильними. Від шляхетських утисків потерпали і міщани, передусім купці й ремісники. Українців-русинів поступово почали обмежувати у доступі до міського самоврядування: магдебурзьке право поширювалося тільки на католиків. Послаблення королівської влади призвело до свавілля феодальної знаті. Магнати (або, як їх іще називали, королів'ята) поводилися як незалежні володарі: вони нападали на беззахисні села й містечка, відбираючи один в одного землі, маєтки, майно. Ще більше загострилася ситуація в Україні після Берестейської унії 1596 року, коли влада підтримувала перехід до унії.
Утворення Запорізької Січі та формування українського козацтва активно сприяло піднесенню боротьби проти національно-релігійного гніту та кріпосницьких порядків. Утікачі, які ставали козаками, не тільки поповнювали запорізьке воїнство чисельно, а й приносили та активізували на Січі антипольські настрої. Між козацтвом та іншими верствами населення України — селянами, містянами, православним духовенством — установилися міцні зв'язки.
Боротьба козацтва в перших його виступах виявляла яскравий національно-визвольний характер і відразу ж дістала відгук і гарячу підтримку широких народних мас.

## Козацьке повстання 1591—1593 pp. під проводом Криштофа Косинського
Перше велике селянсько-козацьке повстання, яке охопило Поділля, Волинь і Київщину, почалося 1591 року. На боротьбу проти магнатів і шляхти разом із козаками й селянами піднялося населення деяких міст. Очолив козацько-селянське повстання Криштоф Косинський, гетьман українського реєстрового козацтва. Про самого керівника повстання історикам відомо не дуже багато. За мужність і військовий талант у боротьбі з ворогами він дістав серед січового товариства ім'я «заслуженого козака».
Спровокувало повстання свавілля білоцерківського старости Януша Острозького, який не допустив Косинського до землі й маєтку, дарованих йому польським королем за службу. Це дуже обурило Косинського. Зібравши загін козаків, він вирушив проти панів. До козаків приєдналися повсталі селяни-втікачі й містяни. Повстанці штурмом заволоділи замком Острозького й містом Білою Церквою, захопили гармати, легку зброю, військові припаси, гроші, спалили боргові документи.
Козаки та їхні союзники захопили Трипілля, Богуслав, Переяслав, київський замок. Повстання перекинулося на Брацлавщину. Тож повстання набуло нового характеру: від помсти за особисту образу Криштофа Косинського до загального національно-визвольного повстання. Усі міста й повіти, які займав Косинський, присягали на вірність гетьманові й Війську Запорізькому. Селян-утікачів, які виступили на боці Косинського, гетьман оголошував вільними козаками.
Наляканий розмахом повстання, польський король оголосив шляхетське рушення, у якому взяли участь магнати й феодали Київського, Волинського та Брацлавського воєводств. Край був переведений у воєнний стан. Шляхетське військо очолили Януш Острозький та черкаський староста Олександр Вишневецький. 23 січня 1593 року польські війська й повстанці на чолі з Косинським зустрілися під містечком П'яткою на Волині (тепер Чуднівського р-ну Житомирської області). Шляхетська армія була добре озброєна, основну її силу становила важка кіннота — закуті в лати гусари, угорська піхота та артилерія. Більша частина повстанців — селяни й міщани — були озброєні кілками, ціпами, вилами, рідко хто мав вогнепальну зброю.
Протягом тижня тривала кривава битва. Великих утрат зазнали обидві сторони, тому розпочали переговори, унаслідок яких була підписана угода. За нею козаки брали на себе зобов'язання:
- повного «послушанства королю»
- скинути з гетьманства Криштофа Косинського
- виписати з реєстру всіх, хто був занесений до нього під час повстання. Крім того, вони не мали права:
  - самостійно підтримувати дипломатичні відносини з сусідніми державами
  - жити на магнатських і шляхетських територіях
  - здійснювати бойові походи

Прагнучи заручитися підтримкою московського царя, Криштоф Косинський звернувся до нього по допомогу. Цар, зв'язаний московсько-шведською війною, не міг активно втручатися в справи козаків, але надіслав на Січ гроші й припаси та видав царський указ, згідно з яким донські козаки мали надати допомогу запорожцям.
У травні 1593 року козаки на чолі з Косинським виступили із Запоріжжя й узяли в облогу черкаський замок Олександра Вишневецького. Становище обложених було дуже скрутним, козаки обстрілювали місто як із суходолу, так і з річки (частина повстанців розташувалася в човнах на Дніпрі). Поява запорожців біля Черкас підняла селян на нове повстання проти панського гніту й закріпачення. Оточений у замку, Вишневецький удався до підступу й хитрощів: він запросив гетьмана до себе на переговори. У складі загону зі 150 козаків Криштоф Косинський прибув до Черкас, де під час переговорів його підступно вбили слуги Олександра Вишневецького.
Шляхта розбила рештки повстанців. Козаки були змушені зняти облогу й відступити на Січ.

## Козацька війна 1594 року під керівництвом Северина Наливайка
1594 року козацько-селянські виступи набули нової сили. Повстанців очолив Северин Наливайко.
Коли каральні польські загони залили кров'ю Україну, Наливайко полишив службу й створив озброєний загін. На допомогу Наливайкові прийшли запорожці разом з гетьманом Григорієм Лободою.
У жовтні 1594 року визвольний рух охопив усю Брацлавщину, Київщину й Волинь. Козацько-селянське військо, яке налічувало 12 тис. осіб, здобуло Гусятин, Бар, Канів, Луцьк та інші міста. Повстанський рух перекинувся на Білорусь. Боротьба під проводом Наливайка істотно відрізнялася від попередніх повстань не тільки масштабами, а й соціальною базою.
Щоб розширити територію повстання, козацькі ватажки поділили сили й рушили в різні частини Польсько-Литовської держави. Навесні 1595 року повстанці на чолі із Наливайком повели наступ на Луцьк, а потім повернули на Могилів, щоб підняти білоруське й польське селянство.
Другий загін під проводом Григорія Лободи та Матвія Шаули пішов на південь Наддніпрянщини, щоб очистити його від панів, а потім і далі на північ по Дніпру — на з'єднання із Северином Наливайком. Такий широкий розмах повстання загрожував самому існуванню Речі Посполитої.
Польський король знову оголосив посполите рушення. На допомогу був закликаний литовський гетьман Кшиштоф Радзивілл. Стати на чолі каральної експедиції проти повстанців доручено відомому польському полководцю Станіславу Жолкевському. Польський стратег намагався розбити козацькі сили поодинці. Водночас він підтримував таємне листування з різними козацькими керівниками про припинення воєнних дій та ізоляцію Наливайка.
Козацьким загонам все ж таки вдалося з'єднатися, але перед потужнішою силою шляхетського війська вони були змушені відступати.
Щоб урятувати жінок, дітей і старих, які перебували в козацькому таборі, С. Наливайко вирішив вийти на Лівобережжя й шукати захисту на території Московської держави. Але під Лубнами польська кіннота відрізала повстанцям шлях до відступу. Оточені в урочищі Солониця, козаки й селяни приготувалися до оборони. Повстанці оточили свій табір возами в чотири ряди, побудували вал, викопали рів, на висотах поставили гармати.
Кілька разів поляки безуспішно штурмували козацькі укріплення. Уночі повстанці робили сміливі вилазки, унаслідок яких польські вояки зазнавали великих утрат. Облога табору тривала два тижні (травень — червень 1596 року). Становище і козаків, і шляхти було надзвичайно тяжким. Не стало їжі, фуражу, повстанці були відрізані від води.
Тоді Жолкевський удався до хитрощів. Два дні важкі польські гармати обстрілювали табір повстанців, спричиняючи великі жертви серед них, а потім поляки розпочали переговори, обіцяючи повсталим амністію.
У таборі козаків почався розкол. Козаки схопили й стратили гетьмана Григорія Лободу, який хотів знайти порозуміння з ворогом, але й прибічники Лободи не залишилися в боргу — вони підступно захопили поранених Наливайка та Шаулу й видали їх шляхті.
Станіслав Жолкевський не дотримав свого лицарського слова, за його наказом більшість учасників повстання, що були в таборі, перебито. Наливайка та ще шістьох керівників повстання відправили до Варшави, де 1597 року після жорстоких тортур їх стратили. За одними даними, Северинові Наливайку зітнули голову, після чого він був четвертований, а шматки його тіла порозвішували по всьому місту, за іншими — він

## Повстання Федоровича (Трясила) 1630 року
Повстання Федоровича 1630 р. мало ряд характерних особливостей, які вирізняють його з-поміж усіх попередніх козацьких виступів. Зокрема, дослідники звертають увагу на те, що саме Трясило першим з козацьких ватажків звернувся з універсалами-закликами, як відзначав один із захоплених у полон поляками козацький ватажок «до всієї України і до іншої Русі всієї, щоб усі, хто є віри грецької, йшли до війська запорозького й боролися проти ляхів».
Крім того, В.Щербак, В.Смолій, В.Степанков акцентують увагу на тому факті, що до виступу запорожців закликали митрополит та інші представники православного духовенства, які скаржилися на те, що ляхи утискають нашу віру або забирають церкви тощо. Ще однією, вельми промовистою, рисою виступу 1630 р. стало те, що в його ході вперше було сформовано програму дій, яка поєднувала вимоги соціально-економічного та національно-релігійного характеру. Зокрема, у гетьманських зверненнях лунали заклики «щоб і ті, хто був козаком, і ті, хто ним хоче бути, щоб усі прибували, вольностей козацьких заживали, віру благочестиву від замислів лядських рятували».

## Причини повстань
Основними причинами повстань були:
- посилення кріпосницького та національного гніту (що «артикули» польського короля Генріха Валуа (1573) та третій Литовський статут (1588) фіксували остаточне оформлення кріпосного права)
- енергійна експансія шляхти на відносно вільні українські землі, колонізовані «уходниками» та запорожцями
- зіткнення інтересів шляхетської та козацької верств
- намагання офіційної влади Речі Посполитої взяти під контроль козацтво.

## Наслідки
Польські магнати та уряд Речі Посполитої жорстоко помстилися українському народові:
- ліквідуючи повстання, каральні загони безжально винищували не тільки безпосередньо його учасників, але й мирне населення — жінок, дітей, старих. Козаки, міщани та селяни масово тікали на територію Московського царства, головним чином на Дон і Слобожанщину, де їх не могла дістати шляхта
- козаки мусили передати полякам артилерію, корогви, булави, усі військові відзнаки
- козацтво було позбавлене самоврядування. На чолі його відтепер стояв не виборний гетьман, а спеціальний комісар, призначений королем; полковниками могли бути лише польські офіцери
- суворо обмежувалася територія розселення козацтва: той, хто спробував би без дозволу піти на Запорізьку Січ, мав бути скараним на смерть
- козаки, не внесені до реєстру, оголошувалися кріпаками
- посилилася феодальна експлуатація та національний гніт в Україні
- зросли панщина, побори з містян, утиски православних
- на Дніпрі була відбудована фортеця Кодак
- в Україні тепер постійно перебувало велике польське військо

## Значення
Козацтво прагнуло поширити свій вплив на якомога більші території. Козаки захопили Трипілля, Переяслав. Повстання охопило Київщину, Волинь, Брацлавщину, Черкащину та багато інших територій. Масштаб повстання викликав серйозне занепокоєння правлячих кіл Речі Посполитої. Після його придушення вони взяли курс на ліквідацію козацького імунітету. Та гостра потреба у козацтві як військовій силі змусила уряд частково задовольнити його вимоги щодо повернення втрачених привілеїв (1601). Будучи першим широким спільним виступом селянства, козацтва і міських низів, повстання під проводом Криштофа Косинського і Северина Наливайка стали важливою віхою в історії українського народу. Такі селянсько-козацькі повстання мають неабияке значення в історії України та її розвитку.